# Yaphet Kotto

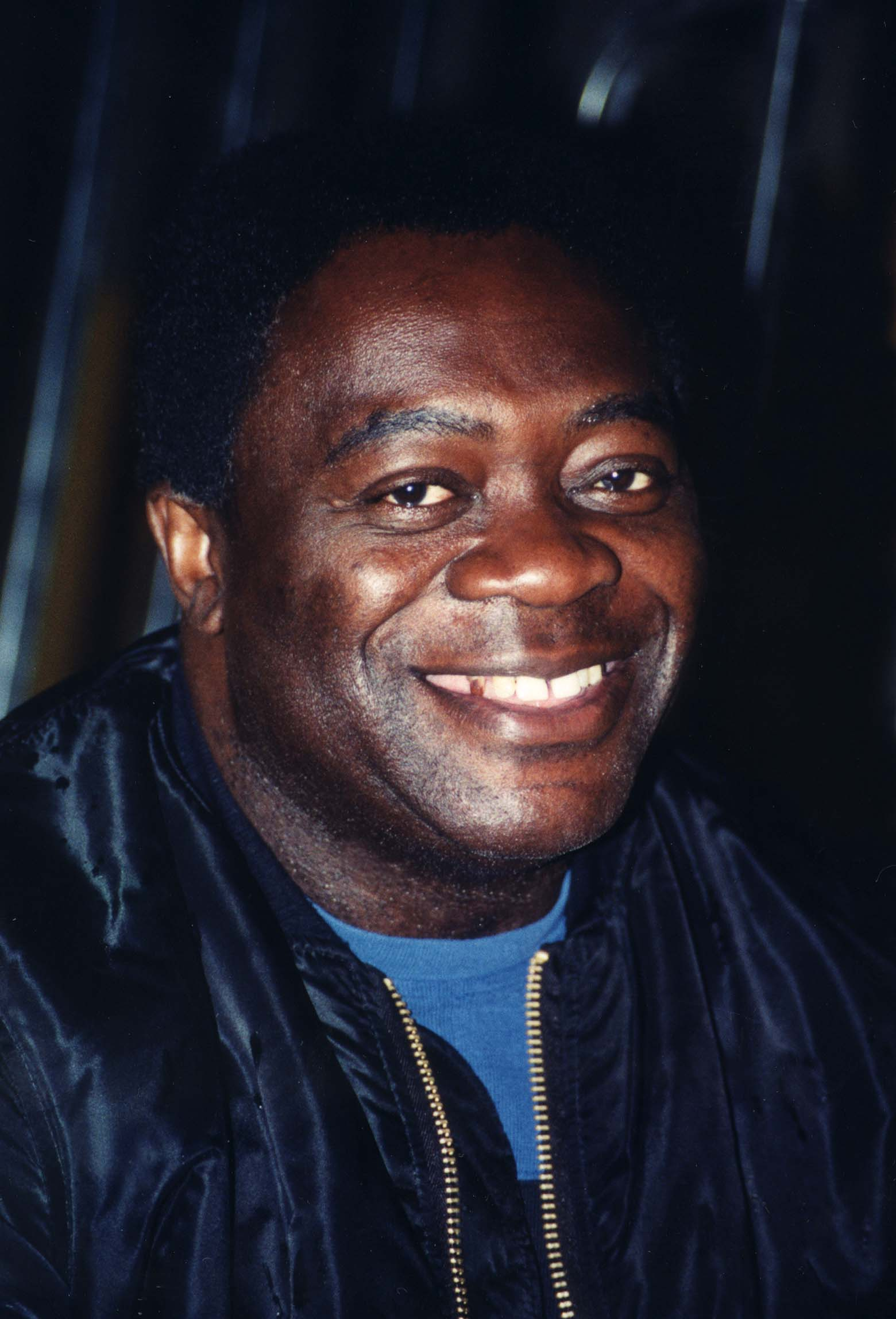
Yaphet Kotto (1995)

Yaphet Frederick Samuel Kotto (* 15. November 1939 in New York City; † 15. März 2021 nahe Manila, Philippinen) war ein US-amerikanischer Schauspieler. Bekannt wurde er insbesondere durch seine Rollen als Bond-Schurke Kananga in Leben und sterben lassen (1973), als Ingenieur Parker im Science-Fiction-Film Alien – Das unheimliche Wesen aus einer fremden Welt (1979) und als Polizist Al Giardello in der Krimiserie Homicide (1993–1999).

## Leben und Werk
Yaphet Kotto wurde 1939 als Sohn eines aus Kamerun stammenden Afrikaners jüdischen Glaubens im New Yorker Stadtviertel Harlem geboren. Die Eltern trennten sich, als Kotto noch ein Kind war. Danach wuchs er bei seinen Großeltern mütterlicherseits auf. In seiner Jugend war Kotto in der Bronx oft in Faustkämpfe verwickelt, da er wegen seiner Kippa als Jude auffiel.
Im Alter von 16 Jahren begann Kotto ein Schauspielstudium am Actors Mobile Theater Studio. Mit 19 Jahren gab er sein professionelles Theaterdebüt als Othello und trat später auch am Broadway in The Great White Hope auf. 1967 veröffentlichte er auf Hugh Masekelas Label Chisa die Soul-Jazz-Single Have You Ever Seen The Blues, dessen Text von Kotto als Spoken Word vorgetragen wurde.
Ab 1963 folgten erste Rollen in Film- und Fernsehproduktionen. Bekannt wurde Kotto durch seine Rolle als Schurke Dr. Kananga/Mr. Big im James-Bond-Film Leben und sterben lassen (1973) an der Seite von Roger Moore und Jane Seymour. Eine seiner bekanntesten Rollen hatte Kotto in Ridley Scotts Science-Fiction-Film Alien – Das unheimliche Wesen aus einer fremden Welt (1979), in dem er neben Sigourney Weaver und Tom Skerritt als leitender Ingenieur Dennis Monroe Parker zu sehen war. Im Gefängnisfilm Brubaker (1980) verkörperte Kotto neben Robert Redford den Gefängnisinsassen Dickie Coombes. 1987 spielte Kotto an der Seite von Arnold Schwarzenegger in der Stephen-King-Adaption Running Man den unfreiwilligen Teilnehmer einer Menschenjagd-Fernsehshow. In der Thriller-Komödie Midnight Run – Fünf Tage bis Mitternacht übernahm er die Rolle des FBI-Agenten Alonzo Mosely. In den Jahren 1993 bis 1999 war Kotto in 118 Folgen der Krimiserie Homicide in der Rolle des Al Giardello zu sehen. Für drei Folgen der Serie schrieb Kotto auch das Drehbuch. In der Filmkomödie Gestohlene Herzen (1996) trat er neben Sandra Bullock auf.
1977 war er für seine Rolle als Idi Amin in ...die keine Gnade kennen für den Emmy nominiert. Für seine Rolle in der Serie Homicide wurde Kotto vier Mal für den Image Award nominiert.
Kotto war seit 1998 in dritter Ehe mit der von den Philippinen stammenden Tessie Sinahon verheiratet. Er hatte sechs Kinder aus seinen beiden früheren Ehen.  Um die Jahrtausendwende zog er sich größtenteils von der Schauspielerei zurück. Sein Schaffen umfasste bis dahin mehr als 90 Produktionen. Seit dem Jahr 2001 betrieb Kotto auf den Philippinen mit seiner Frau das Running Man Institute, ein Refugium für Künstler, in dem Menschen aus der Unterhaltungsindustrie an ihrer Kreativität arbeiten konnten. Er starb am 15. März 2021 nahe Manila im Alter von 81 Jahren.
Sein deutscher Synchronsprecher war meist Helmut Krauss.

## Filmografie (Auswahl)
- 1963: Vier für Texas (4 for Texas)
- 1964: Nichts als ein Mensch (Nothing But a Man)
- 1968: Todfeinde (5 Card Stud)
- 1968: Thomas Crown ist nicht zu fassen (The Thomas Crown Affair)
- 1970: Flucht nach San Diego (Night Chase)
- 1970: Die Glut der Gewalt (The Liberation of L. B. Jones)
- 1972: Straße zum Jenseits (Across 110th Street)
- 1972: Bone
- 1973: James Bond 007 – Leben und sterben lassen (Live and Let Die)
- 1974: Chicago Poker (Truck Turner)
- 1975: Der einsame Job (Report to the Commissioner)
- 1975: Friday Foster – Im Netz der Schwarzen Spinne (Friday Foster)
- 1975: Mörderhaie greifen an (Sharks’ Treasure)
- 1976: Die Abzocker (The Monkey Hu$tle)
- 1976: Die Sklavenhölle der Mandingos (Drum)
- 1977: …die keine Gnade kennen (Raid on Entebbe)
- 1978: Blue Collar
- 1979: Alien – Das unheimliche Wesen aus einer fremden Welt (Alien)
- 1980: Brubaker
- 1983: Ein Richter sieht rot (The Star Chamber)
- 1983: Das A-Team (Fernsehserie, Staffel 1, Folge 8: Müllaktion in Manhattan (The Out-of-Towners))
- 1985: Warnzeichen Gen-Killer (Warning Sign)
- 1986: Der Herrscher des Central Parks (The Park Is Mine)
- 1986: Rebell der Wüste (Harem)
- 1986: Der Tiger – Die Stunde des Infernos (Eye of the Tiger)
- 1987: Running Man (The Running Man)
- 1988: Midnight Run – Fünf Tage bis Mitternacht (Midnight Run)
- 1989: Whispers (A Whisper to a Scream)
- 1990: Ein gesegnetes Team (Father Dowling Mysteries, Fernsehserie, 1 Folge)
- 1990: Stadt in Panik (After the Shock)
- 1991: Freddy’s Finale – Nightmare on Elm Street 6 (Freddy’s Dead: The Final Nightmare)
- 1993–1999: Homicide (Fernsehserie, 118 Folgen)
- 1994: Puppet Masters – Bedrohung aus dem All (The Puppet Masters)
- 1996: Gestohlene Herzen (Two If by Sea)
- 1999: Dead Badge – Im Fadenkreuz der Killer-Cops (Dead Badge)
- 2000: Homicide: The Movie (Fernsehfilm)
- 2000: The Ride (Fernsehfilm)
- 2001: Stiletto Dance (Fernsehfilm)
- 2008: Beschützer wider Willen (Witless Protection)

## Theatrografie (Auswahl)
- 1962: Black Monday (15 Van Dam, New York)
- 1964: The Blood Knot (Cricket Theatre, New York)
- 1965: The Great Western Union (The Bouwerie Lane Theater, New York)
- 1965–1966: The Zulu and the Zayda (Cort Theatre, New York)
- 1968–1970: The Great White Hope (Alvin Theatre, New York)
- 1990: Fences (Arena Stage Kreeger Theater, Washington, DC)
- 1990: Fences (Garrick Theatre, London)

## Auszeichnungen
- 1977: Nominiert für den Primetime Emmy Award (Outstanding Performance by a Supporting Actor in a Comedy or Drama Special für … die keine Gnade kennen)
- 1996: Nominiert für den Image Award (Outstanding Lead Actor in a Drama Series für Homicide)
- 1997: Nominiert für den Image Award (Outstanding Lead Actor in a Drama Series für Homicide)
- 1998: Nominiert für den Image Award (Outstanding Lead Actor in a Drama Series für Homicide)
- 1999: Nominiert für den Image Award (Outstanding Lead Actor in a Drama Series für Homicide)